# Tice
Tice (pl. Tices).- pleme američkih Indijanaca iz grupe Rama, porodica Chibchan, nastanjeno na gornjem toku rijeke Rio Pocosi, pritoci Río San Juana na sjeveru provincije Alajuela u Kostariki. Godine 1574. za plemena u Alajueli utemeljen je rezervat Santa Catalina (danas kanton San Mateo).  Nestali. 